# Clinteria nepalensis
Clinteria nepalensis är en skalbaggsart som beskrevs av Krajcik 2009. Clinteria nepalensis ingår i släktet Clinteria och familjen Cetoniidae. Inga underarter finns listade i Catalogue of Life.